# Arron Afflalo
Arron Agustin Afflalo (Los Angeles, 15 ottobre 1985) è un ex cestista statunitense, professionista nella NBA.

## Carriera

### NCAA (2004-2007)
Arron è stato il primo giocatore reclutato personalmente da coach Ben Howland, a tutt'oggi allenatore dei Bruins di UCLA, dopo aver ereditato il pino del popolare Steve Lavin. Afflalo, che aveva aiutato il suo liceo, il Compton Centennial High School, a vincere il titolo di stato tra le squadre di Terza Divisione (2003-04), ha esordito come freshman titolare per i Bruins in ben 29 partite, chiudendo il primo anno con una media di 10,8 punti a partita e un consolidato ruolo da stopper difensivo per i suoi.
Dopo il diploma e l'addio ad UCLA del miglior realizzatore in squadra, Dijon Thompson, Afflalo si è assunto maggiori responsabilità offensive nel suo secondo anno, alzando le proprie medie al tiro fino ai 15,8 punti a gara, riconfermandosi anche come difensore della squadra.
Anzi, la sua superiorità difensiva nella stagione 2006-07 (per esempio tenendo la stella di Cal, Ayinde Ubaka, a quota zero punti, nel derby tra le due squadre californiane), unita alla media di 17,4 punti a partita gli ha valso la nomina a miglior giocatore della Pac-10 di quell'anno, ottenendo i voti di tutti gli allenatori della conference in questione. Arron ha commentato il premio con una personalissima dichiarazione d'amore per il gioco: "È bello che i contributi su entrambi i lati del campo vengano riconosciuti. Se veramente ami questo gioco, devi prenderti cura di ogni suo aspetto, non solo di quelli che ti fanno finire sui poster".
Nel Torneo NCAA del 2006, Afflalo è entrato nella storia dei Bruins, mandando a referto la tripla della vittoria contro Alabama, il tutto dopo aver difeso allo spasmo, nell'azione precedente, sulla point-guard avversaria Ronald Steele.
Nella rimonta e tiratissima vittoria dei Bruins su Gonzaga, alle Sweet 16, Afflalo si è distinto non solo per la solita maestria difensiva, ma anche per classe e fair-play, nel momento in cui di solito ogni universitario americano perde la testa. Al posto di correre a festeggiare con i compagni, immediatamente dopo il fischio finale, si è precipitato a consolare e risollevare da terra la stella avversaria, Adam Morrison, accasciato sul parquet in lacrime. Contro Memphis, nelle Elite 8, Arron si è fatto notare per l'ennesima impresa difensiva, contenendo Rodney Carney e contribuendo in tal modo alla gita di UCLA alle Final Four.
Nel Torneo del 2007, invece, è stato nominato Most Outstanding Player dei West Regional, dopo aver realizzato 24 punti e diverse giocate decisive nella vittoria 68-55 sui Kansas Jayhawks. Ciò nonostante, i suoi problemi di falli nella gara successiva, contro i Florida Gators, sono costati ai Bruins la possibilità di avanzare nel Torneo.

### NBA (2007-2018)

#### Detroit Pistons (2007-2009)
Al draft viene selezionato con la 27ª chiamata dai Detroit Pistons. Il 1º novembre 2007 fa il suo debutto in NBA direttamente da titolare sfruttando l'assenza di Rip Hamilton, che ha saltato due partite per assistere alla nascita del figlio. Nella sua prima stagione, chiuso da Hamilton, non trova molto spazio e chiude con 3,7 punti, 1,8 rimbalzi e 0,7 assist in 13 minuti di media a partita. Il 14 febbraio 2009 ha disputato la Shooting Stars Competition con la maglia del Team Detroit all'All-Star Weekend di Phoenix; in squadra con l'ex cestista Bill Laimbeer e con la cestista dei Detroit Shock Katie Smith ha aiutato il suo team a sconfiggere in finale il Team Phoenix e a vincere così la competizione.

#### Denver Nuggets (2009-2012)
Il 13 luglio 2009 viene ceduto insieme a Walter Sharpe ai Denver Nuggets in cambio di una seconda scelta al draft 2011 e di una trade-exception. Il 10 febbraio 2011 realizza un tiro della vittoria in faccia a Shawn Marion, che ha permesso alla sua squadra di battere i Dallas Mavericks per 121-120. I Nuggets erano in svantaggio per 110-119 a 2 minuti dalla fine prima della miracolosa vittoria; Afflalo ha condotto la squadra alla vittoria praticamente da solo, grazie ai 19 punti realizzati nel quarto quarto.

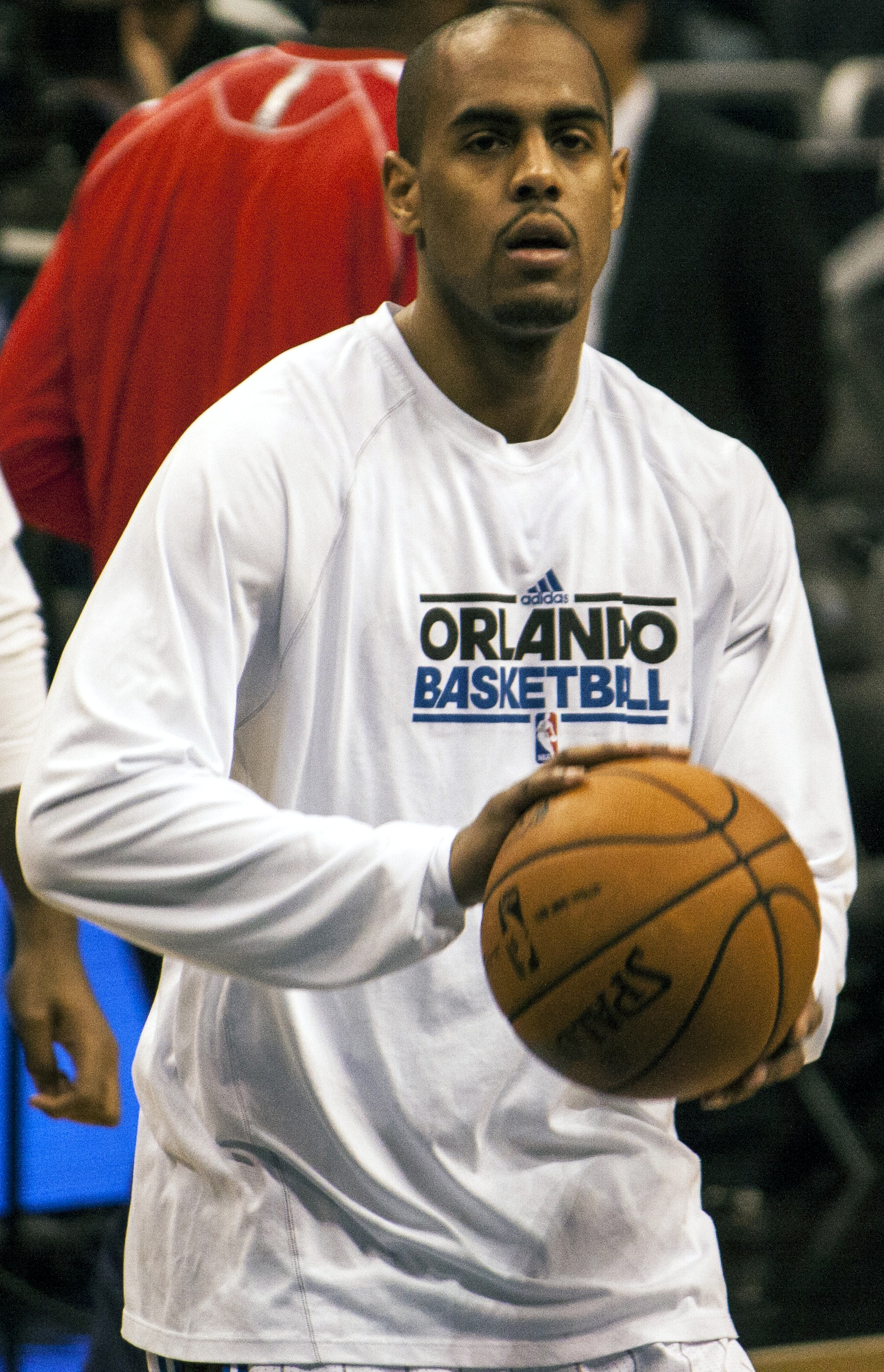
Afflalo in allenamento durante la sua prima esperienza a Orlando

#### Orlando Magic (2012-2014)
Il 10 agosto 2012 viene ceduto insieme ad Al Harrington agli Orlando Magic nell'ambito della trade che ha portato Dwight Howard ai Los Angeles Lakers. Il 13 novembre 2013 realizza due career-high di 36 punti e 8 triple realizzate contro i Milwaukee Bucks. Il 3 dicembre 2013 realizza altri due career-high di 43 punti in 52 minuti nella sconfitta al secondo tempo supplementare contro i Philadelphia 76ers.

#### Ritorno ai Denver Nuggets (2014-2015)
Il 26 giugno 2014 viene ceduto ai Nuggets in cambio di Evan Fournier e dei diritti su Devyn Marble, facendo così ritorno a Denver. Nei mesi successivi ha più volte dichiarato la sua intenzione di esercitare una clausola per uscire dal suo contratto al termine della stagione in corso, liberando così anche 6 milioni di dollari di spazio salariale. Il 29 ottobre 2014 ha fatto il suo secondo debutto con la maglia dei Nuggets, realizzando 15 punti e 4 rimbalzi contro i Detroit Pistons, sua ex squadra.

#### Portland Trail Blazers (2015)
Il 19 febbraio 2015 viene ceduto insieme ad Alonzo Gee ai Portland Trail Blazers in cambio di Will Barton, Víctor Claver, Thomas Robinson e una prima scelta protetta al draft 2016. A fine stagione esercita una clausola per uscire dal suo contratto con i Blazers, rimanendo così free agent.

#### New York Knicks (2015-2016)
Il 2 luglio 2015 firma un contratto annuale (con opzione per il giocatore per quanto riguarda il secondo anno) da 8 milioni di dollari con i New York Knicks. Ai Knicks ritrova Carmelo Anthony, suo compagno di squadra già nei Denver Nuggets dal 2009 al febbraio 2011 (mese in cui Anthony venne ceduto via trade ai Knicks, nella trade che portò tra i tanti Danilo Gallinari e Timofej Mozgov a fare il percorso inverso di Melo).

#### Sacramento Kings (2016-2017)
In quanto il suo contratto prevedeva la presenza della player option, decide di non rinnovare il contratto coi Knicks diventando free agent. Dopo alcune indiscrezioni che parlavano di un suo approdo ai Los Angeles Clippers (che lo avrebbero così riportato nella sua Los Angeles), il 10 luglio firma un biennale da 25 milioni di dollari coi Sacramento Kings. Viene tagliato il 24 giugno 2017 prima che il suo secondo anno di contratto diventi interamente garantito.

#### Ritorno agli Orlando Magic (2017-2018)
Il 28 luglio 2017 viene ufficializzato il suo ritorno agli Orlando Magic. Alla fine della stagione (non esaltante da parte di Afflalo) non rifirma con la squadra della Florida, rimanendo svincolato.

## Statistiche
| * | Primo nella lega |

### NCAA
| Anno      | Squadra     | PG  | PT  | MP   | TC%  | 3P%  | TL%  | RP  | AP  | PRP | SP  | PP   |
| --------- | ----------- | --- | --- | ---- | ---- | ---- | ---- | --- | --- | --- | --- | ---- |
| 2004-2005 | UCLA Bruins | 29  | 29  | 31,3 | 44,2 | 38,6 | 68,5 | 3,3 | 2,2 | 0,6 | 0,2 | 10,8 |
| 2005-2006 | UCLA Bruins | 39  | 37  | 33,4 | 46,2 | 36,6 | 80,6 | 4,2 | 1,8 | 0,6 | 0,1 | 15,9 |
| 2006-2007 | UCLA Bruins | 36  | 36  | 33,1 | 46,2 | 38,0 | 80,2 | 2,8 | 1,9 | 0,6 | 0,2 | 16,9 |
| Carriera  | Carriera    | 104 | 102 | 32,7 | 45,8 | 37,5 | 77,5 | 3,5 | 1,9 | 0,6 | 0,2 | 14,8 |

#### Massimi in carriera
- Massimo di punti: 27 (3 volte)[12]
- Massimo di rimbalzi: 10 vs Oregon State (28 gennaio 2006)
- Massimo di assist: 8 vs Washington (31 dicembre 2006)
- Massimo di palle rubate: 3 (3 volte)
- Massimo di stoppate: 2 vs Nevada-Reno (10 dicembre 2005)
- Massimo di minuti giocati: 43 vs California-Berkeley (2 marzo 2006)

### NBA

#### Regular Season
| Anno      | Squadra             | PG  | PT  | MP   | TC%  | 3P%  | TL%  | RP  | AP  | PRP | SP  | PP   |
| --------- | ------------------- | --- | --- | ---- | ---- | ---- | ---- | --- | --- | --- | --- | ---- |
| 2007-2008 | Detroit Pistons     | 75  | 9   | 12,9 | 41,1 | 20,8 | 78,2 | 1,8 | 0,7 | 0,4 | 0,1 | 3,7  |
| 2008-2009 | Detroit Pistons     | 74  | 8   | 16,7 | 43,7 | 40,2 | 81,7 | 1,8 | 0,6 | 0,4 | 0,2 | 4,9  |
| 2009-2010 | Denver Nuggets      | 82  | 75  | 27,1 | 46,5 | 43,4 | 73,5 | 3,1 | 1,7 | 0,6 | 0,4 | 8,8  |
| 2010-2011 | Denver Nuggets      | 69  | 69  | 33,7 | 49,8 | 42,3 | 84,7 | 3,6 | 2,4 | 0,5 | 0,4 | 12,6 |
| 2011-2012 | Denver Nuggets      | 62  | 62  | 33,6 | 47,1 | 39,8 | 79,8 | 3,2 | 2,4 | 0,6 | 0,2 | 15,2 |
| 2012-2013 | Orlando Magic       | 64  | 64  | 36,0 | 43,9 | 30,0 | 85,7 | 3,7 | 3,2 | 0,6 | 0,2 | 16,5 |
| 2013-2014 | Orlando Magic       | 73  | 73  | 35,0 | 45,9 | 42,7 | 81,5 | 3,6 | 3,4 | 0,5 | 0,0 | 18,2 |
| 2014-2015 | Denver Nuggets      | 53  | 53  | 33,0 | 42,8 | 33,7 | 84,1 | 3,4 | 1,9 | 0,6 | 0,1 | 14,5 |
| 2014-2015 | Portland T. Blazers | 25  | 19  | 30,1 | 41,4 | 40,0 | 85,1 | 2,7 | 1,1 | 0,4 | 0,1 | 10,6 |
| 2015-2016 | N.Y. Knicks         | 71  | 57  | 33,4 | 44,3 | 38,2 | 84,0 | 3,7 | 2,0 | 0,4 | 0,1 | 12,8 |
| 2016-2017 | Sacramento Kings    | 61  | 45  | 25,9 | 44,0 | 41,1 | 89,2 | 2,0 | 1,3 | 0,3 | 0,1 | 8,4  |
| 2017-2018 | Orlando Magic       | 53  | 3   | 12,9 | 40,1 | 38,6 | 84,6 | 1,2 | 0,6 | 0,1 | 0,2 | 3,4  |
| Carriera  | Carriera            | 762 | 537 | 27,3 | 45,0 | 38,6 | 82,5 | 2,9 | 1,8 | 0,4 | 0,2 | 10,8 |

#### Play-off
| Anno     | Squadra             | PG | PT | MP   | TC%   | 3P%  | TL%  | RP  | AP  | PRP | SP  | PP   |
| -------- | ------------------- | -- | -- | ---- | ----- | ---- | ---- | --- | --- | --- | --- | ---- |
| 2008     | Detroit Pistons     | 12 | 0  | 7,0  | 38,9  | 0,0  | -    | 0,4 | 0,5 | 0,3 | 0,0 | 1,2  |
| 2009     | Detroit Pistons     | 4  | 0  | 16,5 | 47,6  | 20,0 | 60,0 | 0,8 | 0,3 | 0,0 | 0,5 | 6,3  |
| 2010     | Denver Nuggets      | 6  | 6  | 20,0 | 62,5* | 42,9 | 81,8 | 2,0 | 1,2 | 0,2 | 0,3 | 9,2  |
| 2011     | Denver Nuggets      | 3  | 3  | 28,3 | 35,3  | 25,0 | 87,5 | 3,0 | 2,3 | 0,0 | 0,0 | 11,3 |
| 2012     | Denver Nuggets      | 7  | 7  | 32,7 | 40,5  | 20,0 | 80,0 | 3,6 | 2,7 | 0,7 | 0,3 | 10,9 |
| 2015     | Portland T. Blazers | 3  | 3  | 20,0 | 16,7  | 25,0 | 0,0  | 2,3 | 0,7 | 0,0 | 0,0 | 1,7  |
| Carriera | Carriera            | 35 | 19 | 18,4 | 42,4  | 25,8 | 77,5 | 1,7 | 1,2 | 0,3 | 0,2 | 6,0  |

#### Massimi in carriera
- Massimo di punti: 43 vs Philadelphia 76ers (3 dicembre 2013)[13]
- Massimo di rimbalzi: 13 (2 volte)
- Massimo di assist: 8 vs Brooklyn Nets (3 novembre 2013)
- Massimo di palle rubate: 4 vs Cleveland Cavaliers (8 gennaio 2010)
- Massimo di stoppate: 3 (2 volte)
- Massimo di minuti giocati: 52 vs Philadelphia 76ers (3 dicembre 2013)

## Palmarès
- McDonald's All-American Game (2004)
- NCAA AP All-America First Team (2007)